# Hydroporus compunctus
Hydroporus compunctus ist eine Art der Schwimmkäfer (Familie Dytiscidae), sie ist Endemit der Kanarischen Inseln mit nachgewiesenen Vorkommen auf La Palma und La Gomera und einer zweifelhaften Fundangabe für Teneriffa. Die Art ist sehr selten, möglicherweise ist sie schon ausgestorben.

## Beschreibung
Der Käfer erreicht (als Imago) eine Körperlänge von 2,6 bis 3 Millimeter. Er ist, wie die verwandten Arten, braunschwarz mit schwarz verdunkelter Scheibe und Vorderrand des Pronotum. In Aufsicht ist er kurzoval, ohne Einschnürung zwischen Pronotum und den Elytren (den Deckflügeln), insgesamt länglicher als der verwandte, ebenfalls auf den Kanaren vorkommende Hydroporus pilosus. Das Pronotum ist an der Basis am breitesten und verengt sich nach vorn hin gleichmäßig. Die Oberfläche des Kopfs, des Pronotums und der Elytren ist erkennbar, aber schwach gleichmäßig genetzt (nicht so stark wie der verwandte, auf Madeira endemische  Hydroporus lundbladi). Die Punktierung des Pronotums ist deutlicher als bei Hydroporus pilosus. Das erste Glied der Tarsen der Hinterbeine ist auch bei den Männchen nicht vergrößert, es trägt bei Männchen und Weibchen einige starke Borsten auf der Unterseite, bei den Männchen zusätzlich einige längere Haarborsten. Wie alle Arten der ehemaligen Gattung Hydrotarsus sind bei Hydroporus compunctus die Tarsen der Vorder- und Mittelbeine klar erkennbar fünfgliedrig (pentamer), nicht, wie bei fast allen anderen Gattungen der Tribus Hydroporini scheinbar viergliedrig (pseudotetramer) mit stark verkleinertem vierten Glied.
Die Larven sind in Aufsicht spindelförmig, ihre Kopfkapsel etwas länger als breit, mit Larvenaugen (Stemmata), ohne Einschnürung in Höhe der Occipitalnaht. Die Beine besitzen, als Anpassung an den besonderen Lebensraum, keine Schwimmborsten. Im dritten (letzten) Larvenstadium ist die Kopfkapsel gelbbraun mit undeutlicher dunkler Netzzeichnung, die Anhänge gelblich (das letzte Antennensegment etwas verdunkelt). Die Tergite des Rumpfs und Hinterleibs sind dunkel braun mit undeutlicher gelber Fleckung, die Beine und Hinterleibsanhänge (Urogomphi) gelb gefärbt. Für die Unterscheidung von verwandten Arten sind Details der Beborstung (Chaetotaxie) mikroskopisch zu untersuchen.

## Verbreitung
Die Art wurde von Thomas Vernon Wollaston beschrieben nach einem Exemplar, dass er 1864 in einer anderen Sammlung eingesehen hatte, nach seinen Angaben von Teneriffa „aus dem Barranco von Ycod el Alto, glaube ich“. Da in Icod el Alto an der Nordküste Teneriffas, wie auf der gesamten Insel, nie wieder Material der Art auftauchte, gehen viele Bearbeiter von einer Fundortverwechslung durch Wollaston aus, die Art käme demnach nicht auf Teneriffa vor. Sichere Funde gibt es von La Palma, aus Garafía und dem Nationalpark Caldera de Taburiente, und von Gomera, im Nationalpark Garajonay auf etwa 1500 Metern Höhe.
Volker Lüderitz und Kollegen untersuchten zwischen 2006 und 2013 Fließgewässer auf den Inseln Teneriffa, La Gomera, Gran Canaria und La Palma, insgesamt 17 Fließgewässer, darunter auch vier Gewässer im Garajonay Nationalpark und ein Gewässer in der Caldera de Taburiente. Bei der Untersuchung wurden zehn auf den Kanaren endemische Fließgewässerarten, darunter Hydroporus compunctus, nicht nachgewiesen, so dass die Autoren davon ausgehen, dass diese ausgestorben sind, vermutlich aufgrund von Übernutzung der Wasserreserven der Inseln für Tourismus und Landwirtschaft. Diese Schlussfolgerung wurde in andere Verzeichnisse übernommen. Allerdings ist darauf hinzuweisen, dass die Autoren nicht in den besonderen Habitaten der Art, an den angegebenen Fundstellen, gezielt nachgesucht haben. Ihre Schlussfolgerung vom Aussterben der Art war daher möglicherweise voreilig. In der globalen Rote Listen gefährdeter Arten der IUCN ist die Art als vom Aussterben bedroht (critically endangered) gelistet (Stand: 1996).

## Lebensraum
Larven und Imagines sind Habitatspezialisten, dies wurde aber erst in den 1980er Jahren herausgefunden. Sie leben gemeinsam in permanent wasserführenden Quellrinnsalen, ausschließlich auf von einem dünnen Wasserfilm von nur ein bis drei Millimeter Dicke überrieselten Felsen. Dieser Lebensraum wird als hygropetrisches Biotop, die ökologische Spezialisierung als „madicol“ beschrieben. Alle Funde stammen aus Höhen über 800 Meter, in luftfeuchten Lebensräumen. Die Felsen sind von einem Algenfilm überzogen, spärlich kommt das Brunnenlebermoos (Marchantia) vor. Typische Begleiter sind der Wasserkäfer Laccobius canariensis (Hydrophilidae) und Larven der Dunkelmücke Thaumalea subafricana (Thaumaleidae). Die Art wurde beobachtet, wie sie an (unbestimmten) Oligochaeten von 10 bis 15 Millimeter Länge gefressen hat.

## Taxonomie und Systematik
Die Art wurde von Wollaston 1865 als Hydroporus compunctus erstbeschrieben. Sie wurde danach lange Zeit, gemeinsam mit den anderen makaronesischen Endemiten Hydroporus lundbladi und  Hydroporus pilosus in einer eigenen Gattung Hydrotarsus Falkenström, 1938 geführt, die vor allem nach der Ausbildung der Tarsen differenziert wurde. 2003 zeigten Ignacio Ribera und Kollegen, dass die unter Hydrotarsus geführten Arten zwar einen monophyletische Gruppe bilden, diese aber in die Gattung Hydroporus eingeschachtelt ist, die also bei deren Anerkennung paraphyletisch würde. Ihre folgende Synonymisierung von Hydrotarsus mit Hydroporus ist allgemein akzeptiert worden.